# Tronntjärnarna (Undersåkers socken, Jämtland, 698860-135948)
Tronntjärnarna är en sjö i Åre kommun i Jämtland och ingår i Indalsälvens huvudavrinningsområde. Tronntjärnarna ligger i Vålådalen Natura 2000-område. Vid provfiske har öring fångats i sjön.